# Роберт Сауті
Ро́берт Са́уті (англ. Robert Southey; нар. 12 серпня 1774, Бристоль — пом. 21 березня 1843, Грета-Гол побл. Кезвіка) — англійський письменник.
Роберта Сауті справедливо вважають однією з найбільш суперечливих фігур в історії англійської літератури: поет-лауреат, представник «Озерної школи», захоплений революційний ідеаліст, який пізніше прийняв консервативні позиції, друг та соратник Вордсворта й Колріджа, натхненник молодого Шеллі, противник Байрона, він займав помітне місце серед сучасників-поетів. Але у наш час він відомий головним чином казкою «Три ведмеді».

## Життєпис

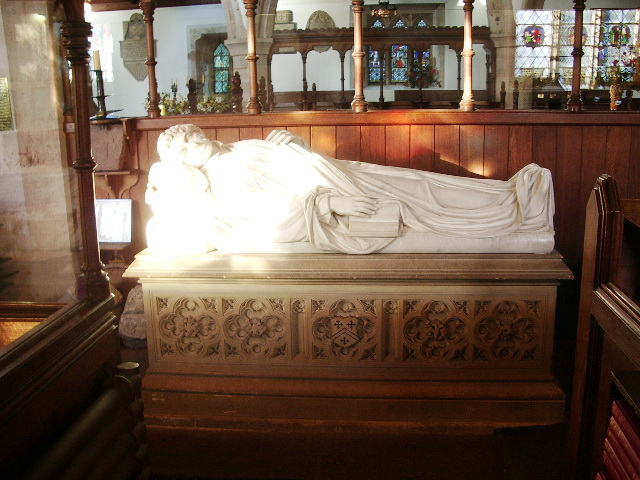
Меморіал Р. Сауті в церкві Кросвейт

Роберт Сауті народився у сім'ї крамаря у Бристолі. Здобувши початкову освіту вдома, самотужки засвоївши грецьку мову та латину, юний Роберт Сауті 1788 року вступив до Вестмінстерської школи, де навчався впродовж чотирьох років. За свідченнями біографів та епістолярним спадком самого автора, Роберт мав неабиякий літературний хист і вже тоді почав брати участь у виданні шкільного журналу, чим викликав невдоволення керівництва школи, бо на сторінках часопису «Флагеллант» насмілився обговорювати питання доцільності тілесного покарання. Назва журналу з лат. «flagello» — шмагати, бичувати; створювався з метою викриття та викорінення громадських вад і мав відверто сатиричний характер. Маніфестом цього журналу став памфлет Сауті «Проти різок», у якому 17-річний автор, сповнений просвітницького пафосу, висловив свою думку.

Резонансна справа виключення Сауті як опозиціонера та вільнодумця зі стін «традиційного» навчального закладу не забудеться критикою, і за два роки про молодого автора будуть говорити як про якобінця та атеїста. Останній «ярлик» не матиме з реальними релігійно-філософськими шуканнями молодого поета нічого спільного, бо, надихаючись деїстичним світоглядом Руссо, Сауті у 1792 році зрештою напише: 
|  | «Людина, що руйнує релігію, позбавляє нас єдиного реального щастя». |

У 1792 році Роберт Сауті продовжує навчання в Оксфордському університеті і за два роки знайомиться із Семюелем Тейлором Колріджем. Полишивши освіту в університеті, обидва молоді поети-демократи, палкі прихильники Французької революції разом надихаються ідеєю створення «Пантисократії» — своєрідної інтелектуальної комуни, де кожен зможе гармонійно розвивати свої творчі здібності.
Інтелектуальна утопія, що так захопила «неоплатоніка» Колріджа та «якобінця» Сауті, мала тривіальну перешкоду: на здійснення задуму елементарно не вистачало коштів, тож молоді письменники натхненно взялися заробляти «пером». Спільним «дітищем» Колріджа та Сауті стала драма «Падіння Робесп'єра» (1794), що побачила світ через багато років і вийшла за авторством С. Т. Колріджа. Вдалим творчим «плодом» цього утопічного проекту стала також грандіозна епічна поема Сауті «Жанна д'Арк» (1796), в якій автор намагався ідеалізувати французьку національну героїню. Поема отримала схвальну оцінку тогочасної критики.
Цікавим пунктом спільного проекту молодих «пантисократів» стало одруження на рідних сестрах Фрікер: Сара стала дружиною Колріджа, а Едіт — дружиною Сауті. Весілля Роберта й Едіт проходило цілком таємно, бо рідний дядько Сауті, преподобний Хілл Тайлер, був категорично проти цього шлюбу, тому одразу ж після завершення таїнства вінчання подружжя мало розлучитися майже на півроку.

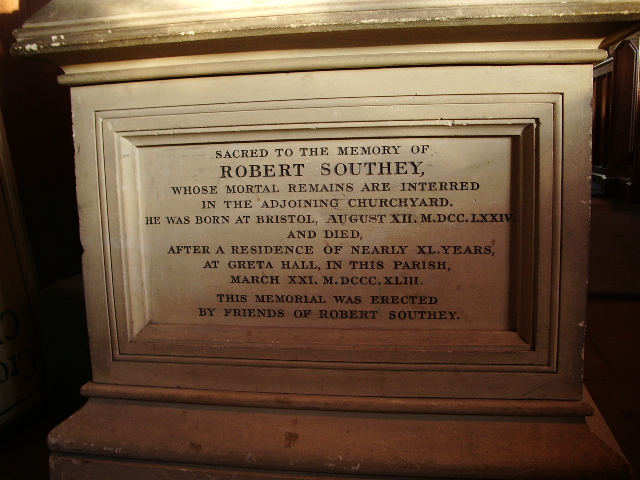
Меморіальна дошка Р. Сауті з епітафією В. Вордсворта.

1807 року Роберт Сауті разом зі своєю родиною оселився у Кезвіку — мальовничому куточку Озерного краю на півночі Англії, де він прожив до кінця життя поруч із родинами Семюеля Тейлора Колріджа та Вільяма Вордсворта. Історія вищезгаданого «подвійного» шлюбу сестер Фрікер часів «Пантисократії» мала своє продовження в Озерному краї. Того ж 1807 року сім'ї Колріджа та Сауті несподівано об'єднались. Сара Колрідж, покинута чоловіком, після розлучення переїхала з дітьми до будинку сестри, тож велике сімейне коло Роберта та Едіт Сауті доповнилося новими членами сім'ї. Довгі роки Сауті буде для них батьком, наставником і другом.
У 1808 році він познайомився з Уолтером Севеджем Лендором, ранніми працями якого був захоплений. Обидва виражали захоплення роботами одне одного і стали близькими друзями.
У 1813 році Сауті був призначений на посаду поета-лауреата (після того, як Вальтер Скотт від неї відмовився). У 1819 році через спільного друга Джона Рікмена познайомився з інженером-будівником Томасом Телфордом і зав'язав із ним тісну дружбу. З середини серпня до 1 жовтня 1819 року Сауті супроводжував Телфорда в подорожі його технічними проектами у шотландській гірській місцевості, ведучи щоденник спостережень. У 1929 році цей щоденник видано.
У 1837 році Сауті отримав лист від Шарлотти Бронте, у якому вона просила його оцінити деякі її вірші. Він відзначив її талант, проте вказав, що «література не може бути справою життя жінки…».
1838 року Едіт померла, і Сауті одружився з Керолайн Енн Боулз, також поетесою, 4 червня 1839 р.
Помер Роберт Сауті 23 березня 1843 року. Похований на кладовищі церкви Кросвейт, де молився протягом сорока років. У церкві є його меморіал з епітафією, написаною його другом Вільямом Вордсвортом.

## Творчість
Творчість Сауті можна поділити на два періоди: перший — 1794—1813 pp., для якого характерне домінування поезії та драматичних творів; другий — після 1813 до 1843 p., коли створені здебільшого прозові твори.
Свою творчу діяльність Сауті розпочав наприкінці 90-х pp., звернувшись до жанру народної балади. Його перші твори пронизані співчуттям до бідняків і жебраків. У ряді творів («Дружина солдата», «Скарги злидарів», «Погреб жебрака») поет виступає проти безправності та гноблення народу. Так, у баладі «Скарги злидарів» у формі розлогої відповіді на запитання багатія — поетового співрозмовника про те, чого ремствують бідні люди, автор подав цілу галерею злидарів, змушених морозної холодної ночі просити милостиню у випадкових перехожих. Кожний літературний портрет у баладі строго індивідуалізований, побутові замальовки правдиві, але картина злиднів і безправності народу пом'якшена моралізаторським закінченням. Критичні інтонації, спрямовані проти війн, відчутніші у вірші «Бленхеймська битва». Як і в баладі «Скарги злидарів», оповідь від імені головного героя обрамлена запитальною інтонацією; діти просять діда розповісти про війну, чому і заради чого вона розпочалася, проте дід і для себе не знайшов відповіді на ці запитання.

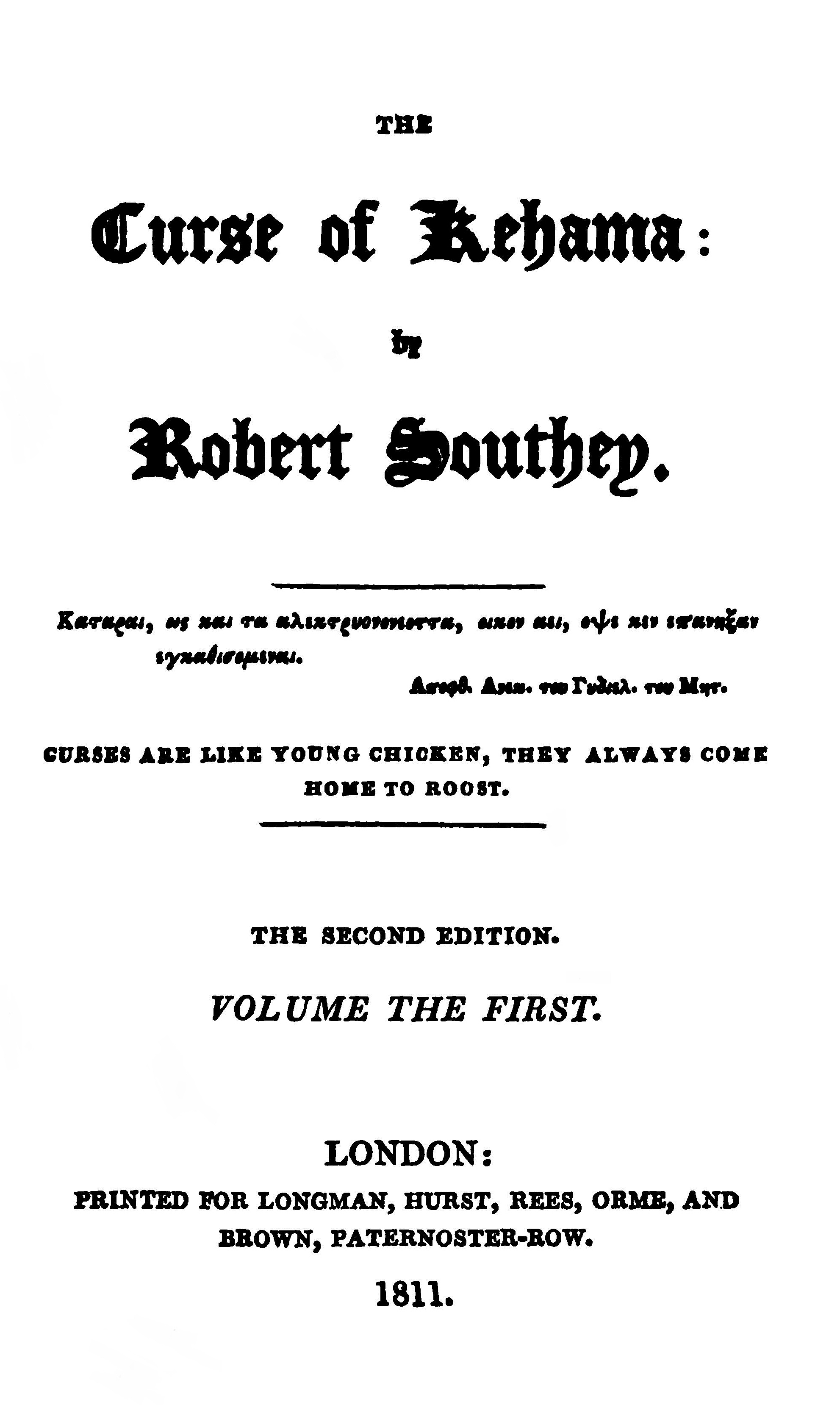
Титульна сторінка балади «Прокляття Кехами»

На відміну від Вордсворта, котрий звертався до гострої соціальної проблематики сучасності, Сауті у баладах використовує зазвичай середньовічні сюжети, від народної балади перейнявши тільки форму. Такими є «Суд Божий над єпископом» (1799), «Талаба-руйнівник» (1801), «Прокляття Кехами» (1810), «Родерік, останній гот» (1814) й ін. У баладі про скупого єпископа, котрий під час голоду не лише пожалів зерна голодним, а й скликав усіх прохачів у комору та підпалив їх, поет підкреслює перш за все морально-етичний зміст учинку. За жорстокість єпископ був покараний смертю.

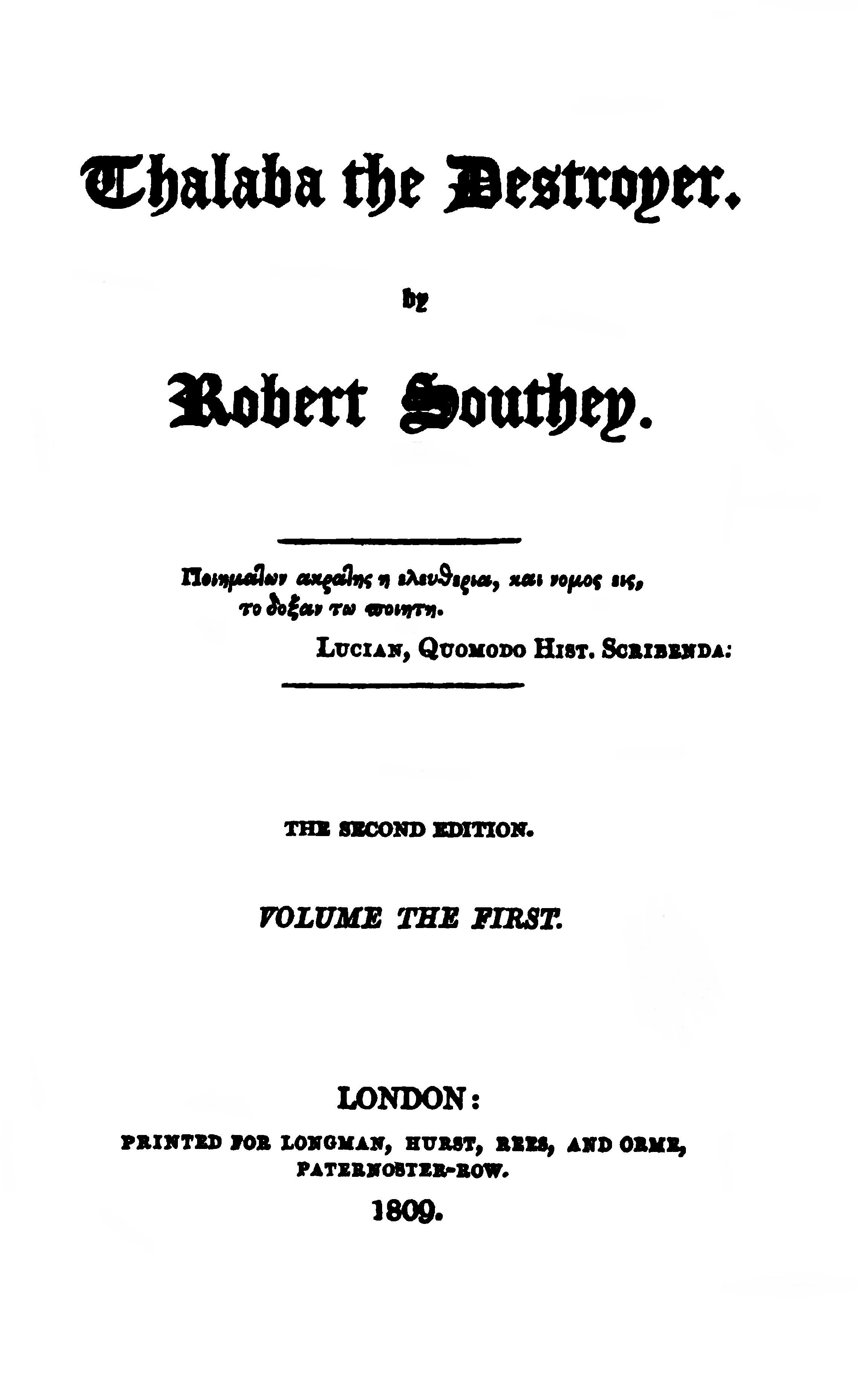
Титульна сторінка балади «Талаба-руйнівник»

Як і Колрідж, Сауті акцентує увагу на дивовижному, потойбічному. У баладі «Варвік» («Сер Вільям і Евін») змальований жорстокий убивця, котрий утопив у річці немовля. Совість персоніфікується у поета у вигляді страховиська, яке всюди ходить за злочинцем і не дає йому спокою. У баладі «Про те, як бабка їхала на чорному коні вдвох і хто сидів спереду» автор розповідає про забобони, що глибоко вкоренилися у патріархальну селянську свідомість, але намагається захопити читача штучним нагнітанням драматизму. Використовуючи народний казковий мотив боротьби диявола за душу покійної, поет трактує це у містичному плані, змальовуючи натуралістичні подробиці перемоги чорта.
Прикметними є ставлення Вордсворта і Колріджа до Сауті у ранній період його творчості. Коли у 1797 р. опубліковані перші вірші Сауті, Колрідж зауважив виразну тенденцію поета до гострого захопливого сюжету заради сюжету. Вордсворт оцінив мальовничі деталі поеми «Медок» («Madoc», 1805), але критикував автора за цілковите незнання людської природи і людського серця.
Поеми Сауті, написані під час наполеонівських війн — «Медок», «Талаба-руйнівник» («Thalaba the Destroyer»), «Прокляття Кехами» («The Curse of Kehama»), «Родерік, останній гот» («Roderick, the Last of the Goths»), — об'єднані спільністю східної проблематики і схожістю у характері головних героїв, котрі надихнуті вірою, що скеровує їх на шлях істини чи допомагає перемогти ворогів. Таким є арабський вояк-лицар Талаба, прибічник справедливості, котрий виступає проти злих чарівників, які символізують світове зло; такий кельтський князь Медок, котрий вирушає у Мексику створювати нову державу ацтеків; таким є і Ладурлад, який перемагає Кехаму, чи Родерік, котрий спокутує свою провину перед васалами зреченням від королівської влади. Байрон назвав Сауті «продавцем балад», висміюючи антихудожність, ірраціоналізм і нісенітність фантазії у його баладах. Ставши поетом-лауреатом, Сауті змушений був писати про всі придворні урочистості, а також про важливі політичні події. «Видіння суду» («A Vision of Judgement») — поема, створена у 1821 p., свідчить про вірнопідданські почуття поета, котрий присвятив пам'яті покійного короля Георга III схвальні рядки оди.
У другий період творчості, що характеризується послабленням зацікавленості Сауті поезією, він створив прозові твори («Життя Нельсона», 1813; «Смерть Артура», 1817; «Життя Веслі», 1818 та ін.), у яких помітна майстерність Сауті-прозаїка. Звернення до значних постатей, які суттєво вплинули на англійську історію (Нельсон, король Артур, Веслі), спричинене не лише його становищем поета-лауреата, а й зацікавленістю Сауті історичною проблематикою.
Поділяючи естетичні погляди Колріджа і Вордсворта та звернувшись до народної творчості, Сауті продовжив реформу англійського вірша, зробивши його гнучкішим і простішим, принісши певні зміни у літературний стиль своєї доби.
Одним з найвизначніших віршів Роберта Сауті, як представника «Пасивних романтиків» англ. Passive Romanticists є робота «Wat Tyler».

## Конфлікт із Байроном
У 1820 році поет-лауреат пише на смерть короля Георга ІІІ поему «Видіння суду», яка, скоріше за все, забута без руйнівної однойменної сатири лорда Байрона. Сутечка Байрона та Сауті на той час тривала вже кілька років, то стихала, то спалахувала з новою силою. У передмові до поеми Сауті виступив із різкою критикою «сатанинської школи» — поетів «з хворим серцем і розпещеною уявою», які «повстали проти найсвятіших законів людської спільноти, і… докладають усіх зусиль, щоб зробити інших такими ж, як вони самі, заражуючи їх аморальним вірусом, що роз'їдає душу». І хоч не названо жодних імен, усі зрозуміли, про кого йшлося. Байрон відповів 

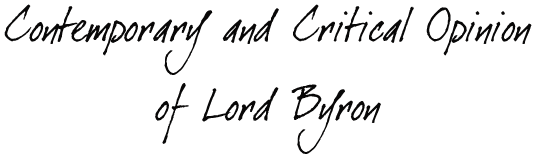
З передмови Роберта Сауті до його «Видіння суду»

своєму опоненту в третій пісні «Дон Жуана» (що опублікована 8 серпня 1821 року), де висміяв Сауті як поета.
У додатку до «Двоє Фоскарі» (1920) Байрон згадав про ймовірні плітки, які ніби-то поширював про нього Сауті після повернення з подорожі Швейцарією, і спростував напади лауреата на «сатанинську школу». Відомо, що спершу Байрон хотів присвятити «Двоє Фоскарі» Вальтеру Скотту, але передумав з тої причини, що Скотт у дружніх відносинах із Сауті. 
|  | «Та я ще покажу лауреату, як тільки достатньо вивчу сварливий лексикон базарних торговців», |

 — писав він у листі до Скотта в січні 1822 року.
У статті-відповіді, що надрукована у «Блеквудз», Сауті кинув відкритий виклик Байронові: 
|  | «…я дам одну пораду лорду Байрону. Коли він знову буде нападати на мене, нехай зробить це у віршах. Для людини, яка не вміє себе контролювати, величезною перевагою буде необхідність підпорядкувати свій палкий характер дотриманню мелодії. І хоч він усе ж використає властиву йому надмірність і злобність, віршовий розмір, хоча б у якійсь мірі, згладить його вульгарність». |

У своєму «Видінні суду» Байрон блискучою сатирою розвінчав лауреата. Ця бурлескна фарсова поема написана у формі видіння, у якому фантастика поєднується з реальністю. У поемі використовується розповсюджений у Європі фольклорний сюжет про те, як апостол Петро стоїть біля «райської брами» і суворо перевіряє кожного, хто прагне туди потрапити. Апостол Петро не пускає до раю короля Георга, вимагаючи доказів його чеснот. Лауреат Байрона наполіг на тому, щоб перед тими, хто зібрався прочитано його «Видіння» — довідник: кого і як судити". Але янголи та демони не витримують «мелодії гугнявої» і розбігаються в різні боки. Під час сум'яття Георг проникає до райської обителі, а святий Петро скидає поета «у своє озеро»:

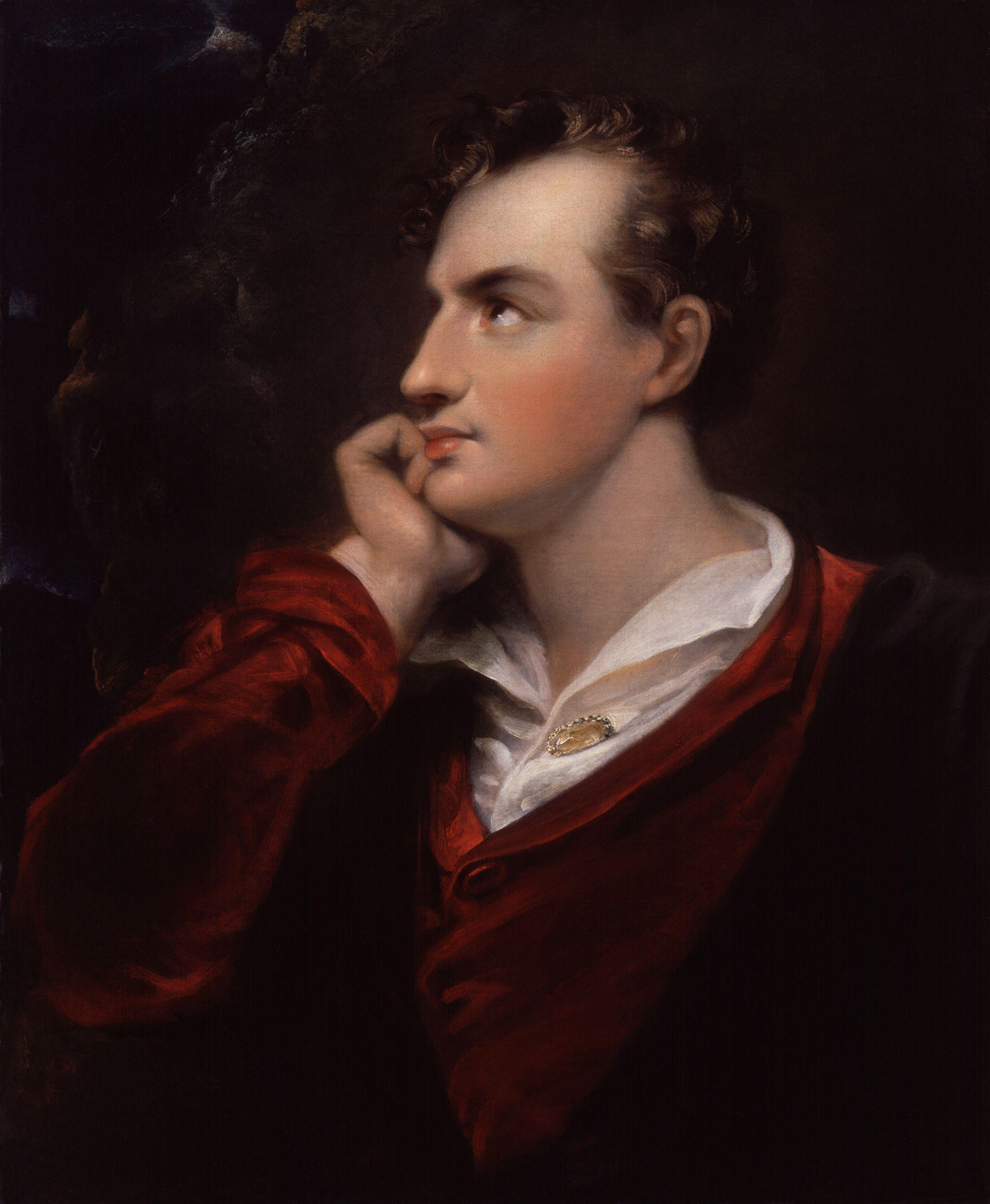
Джордж Гордон Байрон

Створений Байроном портрет лауреата є загальним уявленням про Сауті, яке дійшло до наших днів. За життя Байрона цей твір став останнім у їхній суперечці, оскільки все, що казав би Сауті для спростування, розцінювалося б як вимушене і не зовсім вдале самовиправдання. «Видіння суду» Байрона ознаменувало кінець поетичної кар'єри Сауті. Незначний продаж його творів та відсутність відгуків з боку критиків зменшили інтерес до його поезії серед сучасників, що згасав і без того. Однак на той час Сауті вже повністю присвятив себе прозі та есеїстиці.
Репутація письменника була частково відновлена в останні роки його життя завдяки зусиллям журналу «Блеквудз», деякими статтями «Единбург Ревʼю» та шанобливим ставленням молодих поетів Вікторіанської епохи до свого літературного попередника.